# Точилова, Лидия Ивановна
Ли́дия Ива́новна Точи́лова (8 марта 1913, Борок, Яранский уезд, Вятская губерния, Российская империя ― 25 февраля 2000, Йошкар-Ола, Марий Эл, Россия) ― советский деятель здравоохранения, врач-хирург. Хирург, заведующая отделением переливания крови Республиканской больницы Марийской АССР (1947―1986). Заслуженный врач Марийской АССР (1957). Участница Великой Отечественной войны: военврач 3 ранга 238 медико-санитарного батальона 232 стрелковой дивизии на Сталинградском фронте, капитан медицинской службы.

## Биография
Родилась 8 марта 1913 года в дер. Борок Вятской губернии (ныне ― г. Яранск Кировской области).
В 1939 году окончила Новосибирский медицинский институт. По его окончании работал врачом на Алтае.
В июле 1941 года призвана в Красную Армию Косихинским райвоенкоматом Алтайского края. Участница Великой Отечественной войны: военврач 3 ранга 238 медико-санитарного батальона 232 стрелковой дивизии на Сталинградском фронте, капитан медицинской службы. Была участницей битв под Сталинградом, на Курской дуге, освобождения Европы. В наградных документах отмечаются её многогранность врачебного дела, трудолюбие, особая отзывчивость к раненым и в ответ уважение и любовь пациентов. Уволена с военной службы 29 июня 1946 года. Награждена орденом Отечественной войны II степени (дважды) и медалями, в том числе медалью «За боевые заслуги».
В 1947―1986 годах ― хирург, в 1960―1965 годах по совместительству ― заведующая отделением переливания крови Республиканской больницы Марийской АССР.
За многолетнюю безупречную работу в области здравоохранения в 1957 году удостоена почётного звания «Заслуженный врач Марийской АССР». Награждена орденом Октябрьской Революции и медалями, в том числе медалью «За трудовую доблесть», а также Почётной грамотой Президиума Верховного Совета РСФСР.
Ушла из жизни 25 февраля 2000 года в Йошкар-Оле.

## Признание
- Заслуженный врач Марийской АССР (1957)[1]
- Орден Октябрьской Революции (1976)[1]
- Орден Отечественной войны II степени (22.03.1944, 06.04.1985)[3][5]
- Медаль «За трудовую доблесть» (1946)[1]
- Медаль «За боевые заслуги» (20.04.1943)
- Медаль «За победу над Германией в Великой Отечественной войне 1941—1945 гг.»
- Медаль «30 лет освобождения Румынии» (18.11.1974)[6]
- Почётная грамота Президиума Верховного Совета РСФСР (1965)[1]